# Прожектор (Акмолинская область)
Прожектор (каз. Прожектор) — упразднённое село в Енбекшильдерском районе Акмолинской области Казахстана. Входило в состав Валихановского сельского округа. Код КАТО — 114545107.

## География
Село располагалось в северо-восточной части района, на расстоянии примерно 108 километров (по прямой) к востоку от административного центра района — города Степняк, в 41 километрах к северо-востоку от административного центра сельского округа — села Валиханово.
Абсолютная высота — 177 метров над уровнем моря.
Ближайшие населённые пункты: село Аккудук — на севере, село Золотая Нива — на западе, село Валиханово — на юго-западе.

## История
Постановлением акимата Акмолинской области от 10 декабря 2009 года № а-13-532 и решением Акмолинского областного маслихата от 10 декабря 2009 года № 4С-19-5 село Прожектор было переведено в категорию иных поселений и включено в состав села Валиханово.

## Население
В 1989 году население села составляло 189 человек (из них казахи — 100 %).
В 1999 году население села составляло 134 человека (64 мужчины и 70 женщин). По данным переписи 2009 года, в селе проживало 6 человек (4 мужчины и 2 женщины).
| Численность населения | Численность населения | Численность населения |
| 1989                  | 1999                  | 2009                  |
| --------------------- | --------------------- | --------------------- |
| 189                   | ↘134                  | ↘6                    |